# 28 Days Later (cómics)
28 Days Later es una serie de cómics escritos por Michael Alan Nelson, diseñados por Declan Shalvey y Alejandro Aragón y publicados por BOOM! Studios inspirados en la película homónima de 2002.
La historia está ambientada entre los sucesos de 28 Days Later y su secuela al igual que la novela gráfica: 28 Days Later: The Aftermath.
Las ediciones 22, 23 y 24 hacen alusiones directas a los acontecimientos de la segunda parte y están ambientados en la misma época.

## Ediciones publicadas
| Título                                   | ISBN                                         | Fecha de publicación                        | Volúmenes             |
| ---------------------------------------- | -------------------------------------------- | ------------------------------------------- | --------------------- |
| 28 Days Later Volume 1: London Calling   | HC ISBN 1-60886-505-3 SC: ISBN 1-60886-622-X | 23 de marzo de 2010 7 de septiembre de 2010 | 28 Days Later #1-4.   |
| 28 Days Later Volume 2: Bend in the Road | SC: ISBN 1-60886-635-1                       | 7 de diciembre de 2010                      | 28 Days Later #5-8.   |
| 28 Days Later Volume 3: Hot Zone         | SC: ISBN 1-60886-631-9                       | 1 de marzo de 2011                          | 28 Days Later #9-12.  |
| 28 Days Later Volume 4: Gangwar          | SC: ISBN 1-60886-650-5                       | 7 de junio de 2011                          | 28 Days Later #13-16. |
| 28 Days Later Volume 5: Ghost Town       | SC: ISBN 1-60886-651-3                       | 6 de septiembre de 2011                     | 28 Days Later #17-20. |
| 28 Days Later Volume 6: Homecoming       | SC: ISBN 1-60886-652-1                       | Diciembre de 2011                           | 28 Days Later #21-24  |

## Resumen
Dos meses después de que se propagase el virus de la ira, Selena vive en un campamento de refugiados en Noruega. Allí recibe la visita de Clint Harris, un periodista estadounidense que le pide ayuda para adentrarse en la Gran Bretaña en cuarentena y que sea su guía. Aunque reticente en un principio, acepta acompañarle a él y a su equipo tras recordar cómo era su vida antes de que empezara la crisis.